# Myriam Baudin
Pour les articles homonymes, voir Baudin.
Myriam Baudin est née à Senlis le 22 octobre 1968, c'est une artiste moderne de la famille « néo pop ».

## Biographie
Elle vit et travaille à Ermenonville dans l'Oise. Elle expose ses œuvres dans de nombreuses galeries,,.
Elle a été l'objet d'un livre : Myriam Baudin, aux éditions Biro et Kheops. Ses œuvres commencent à se retrouver dans de grandes collections, parmi des artistes majeurs de la figuration narrative française et du pop art. Myriam Baudin rejoint les artistes référencés par l'association Maecene Arts en 2019.